# ピータールーの虐殺
ピータールーの虐殺（ピータールーのぎゃくさつ、英語: The Peterloo Massacre）は1819年8月16日にイングランド・マンチェスターのセント・ピーターズ・フィールド（St. Peter's Field）で発生した民衆弾圧事件である。広場で選挙法改正を求めて集会を開いていた群衆に騎兵隊が突入して鎮圧を図り、多数の死傷者が出る惨事となった。ピータールー虐殺事件、マンチェスター虐殺事件とも。
1815年にナポレオン戦争が終結したことでイングランドは記録的な高失業と、夏のない年による飢餓の時代を迎え、穀物法の制定がそれに拍車をかけた。1819年初頭までに劣悪な経済状況が生んだ社会の窮状は、北部イングランドにおける選挙権の欠如の問題と結びついて、民衆が政治的急進主義に傾く動きを強めていた。これに呼応して、議会改革要求を盛んに世に訴えていたマンチェスター愛国連合は著名な急進派の弁士であるヘンリー・ハント率いる大衆集会を決行した。
集会が始まってまもなく、地元の治安判事たち（magistrates）は軍当局にハントや演壇にいた人物たちを逮捕することと群衆を追い散らすことを命じた。騎兵隊はサーベルを抜いた状態で群衆に突撃し、続く混乱の中で18人が死亡し400〜700人が負傷した。この「虐殺」は4年前に起きたワーテルローの戦い（ウォータールーの戦い）と皮肉な対比を成すものとして広場の名前から「ピータールー」と名付けられることになる。
歴史家のロバート・プールはピータールーの虐殺を当時の決定的な瞬間の一つであると考えた。同時代にロンドンの新聞や全国紙ではマンチェスター地方の恐怖が広く報じられたが、より直接的な影響のひとつは政府が六法（治安六法）として知られる弾圧立法を制定して改革の動きを押さえ込んだことであり、また今日のガーディアン紙の起源であるマンチェスター・ガーディアンが創刊されるきっかけともなった。しかし一方でその後の議会改革の進展にはほとんど影響を与えなかった。2006年にガーディアンによって行われた調査では、ピータールーの虐殺はイングランド内戦中のパトニー討論に次いで記憶に値するイギリス史上の出来事とみなされた。現在、事件は現場近くの銘板によって記念されている。

## 背景

### 選挙権
1819年時点ではランカシャーからは2名の庶民院議員が選出されていた。投票権は自由保有の土地を有する成年男性にしかなく、かつその土地の年間賃料が40シリング以上（2008年時点の80ポンド相当）でなければならず、州都のランカスターでしか投票できなかったうえ、秘密投票ではなく演説台で投票先を公に宣言する形式だった。また選挙区の境界は時代遅れで、いわゆる「腐敗選挙区」は人口規模に比してイギリス議会の議員資格に極めて不均衡な影響を与えていた。例えばウィルトシャーのオールド・サラム選挙区は有権者1人に対して2名の議員を選出していた。一方でサフォーク州のダニッチ選挙区も同様で町自体は19世紀初頭までほとんど海中に没していた。マンチェスター、サルフォード、ボルトン、ブラックバーン、ロッチデール、アシュトン・アンダー・ライン、オールダムといった主要な都市部は人口が総計100万近くに達していたにもかかわらず、ランカシャー全体として2名の議員によって代表されていたに過ぎなかった。当時の庶民院議員の半数以上が総計154名の有権者によって選出されており、代表権の著しい不均衡が議会改革の要求を呼び起こしていた。

### 経済状況
1815年にナポレオン戦争が終結すると、織物産業における短い好景気は記録的な経済不況の時代に取って代わられた。1803年に週6日労働で15シリング稼ぐことも可能だった織工たちは1818年には賃金は5シリングかひどいときには4シリング6ペンスに削減される羽目に陥った。産業資本家は救済を提供せずに賃金を削減し、ナポレオン戦争の余波で生まれた市場の力に責任を押しつけるばかりであった。事態を悪化させたのは穀物法であった。1815年に第一次穀物法が制定されると、イングランドの穀物生産者を保護する目的により外国産の穀物に高関税がかけられた。民衆は外国産に比べて高くて質の悪いイングランド産の穀物を買わざるを得なかったために食料の値段が高騰した。このように食料不足と記録的高失業の時代が続いてランカシャーはもとより全国で政治改革への要求が増していった。

### 大衆集会の開催へ
1819年初頭までに劣悪な経済状況による窮境は頂点に達し、南ランカシャーの綿織職人の間で政治的急進主義への支持が拡大した。これに答えるように北部イングランドで選挙権が欠如している状況と結びついて、「大集会」が議会改革要求団体であるマンチェスター愛国連合（the Manchester Patriotic Union）によって組織された。マンチェスター愛国連合は『マンチェスター・オブザーヴァー（Manchester Observer）』紙出身の急進主義者の手で設立された団体で、『オブザーヴァー』紙の創刊者でジャーナリストのジョゼフ・ジョンソン（Joseph Johnson）が連合の書記に、編集者のジェームズ・ロウ(James Wroe)が会計係に就いていた。ジョンソンはよく知られた急進主義者の演説家であるヘンリー・ハント（Henry Hunt）に手紙を書いて1819年8月2日にマンチェスターで計画されていた大集会の司会を務めるよう依頼した。手紙の中でジョンソンは次のように書いている。
ジョンソンにもハントにも知られていなかったが、この手紙は実は政府のスパイに押さえられてハントのもとに届く前に中身を写し取られていた。手紙の内容は暴動が計画されていることを意味するものと解され、政府は第15騎兵連隊（the 15th Hussars）をマンチェスターに急派することで対応にあたった。

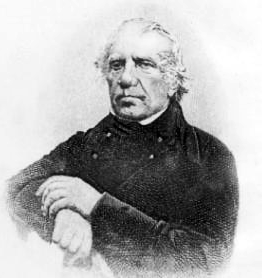
故郷のミドルトンからグループを率いてきたサミュエル・バムフォード。「暴動扇動」（inciting a riot）の科で投獄されて以降、バムフォードは急進的改革の生涯にわたる主唱者となった

8月2日に計画されていた大衆集会は8月9日まで延期された。延期を告知するなかで、マンチェスター・オブザーヴァーは集会の目的は「議会下院における急進的改革を達成するための最も迅速かつ有効な方策を考えること」であり「『マンチェスターの議会に代表されない住民たち』が議会で彼らを代表する議員を選出することが妥当であるか考えること」であると報じた。地元の治安判事たちはウィリアム・フルトン（William Hulton）の指揮のもとで、内務大臣臨時代理のヘンリー・ホブハウス（Henry Hobhouse）から「国王の詔書無しに議員を選ぶこと」は立派な犯罪であると助言を受けており、ホブハウスからはまた集会が違法であることを宣言するよう促されていた。
政府は8月9日に延期された集会を禁止することで急進主義者たちが完全に意気阻喪することを企図していたが、ハントとその支持者たちは集会の実施を決めた。新たな集会は8月16日に計画されていたが、それは内務大臣初代シドマス子爵ヘンリー・アディントンが治安判事たちに、議員を選出する意志が違法なのではなく、そうした意志を実行に移すことが違法なのであると教示する手紙を書き送った後のことだった。
新聞は、以前から労働者による集会をみすぼらしく薄汚れた姿や無秩序な行動のためにたびたび嘲笑していた。そのため集会の運営者側はセント・ピーターズ・フィールドの集会に出席する者はきちんと身だしなみを整え、秩序だって集会まで行進してくるよう取り決めた。ミドルトンからの一団を集会に率いてきた地元の急進主義者であるサミュエル・バムフォード（Samuel Bamford）は次のように記している。「この集会ができうる限り道徳的に強い印象を与え、イングランドでおよそ目撃されたことのないような光景を見せることは好都合だったと考えられた」。「清潔に、素面で、秩序だって、平和的に」という指示は各地の参加者をとりまとめたあらゆる委員会に通達されており、「攻守を問わず全ての武器の禁止」はデモの最中を通じて徹底されていた。当局の関心をよそに、各地の参加者たちはマンチェスター周辺の野原で練習と予行演習をさせられていた。あるスパイは「タングル・ヒルで700人が連隊の教練のように練習していた」と報告している。練習を禁じる国王の布告は8月3日にマンチェスターで公示された。

## 集結

### 準備
セント・ピーターズ・フィールド（St. Peter's Field）はピーター街の最後の区画を造成するために除去されたマウント街に沿っていた空き地だった。枝の束が広場の隅、クエーカーの礼拝堂近くに置かれていたが、残りの部分は開けていた。マンチェスターの舗装検査官補（Manchester's Assistant Surveyor of Paving）だったトーマス・ウォレル（Thomas Worrell）は午前7時に広場を検分しにやってきた。彼の仕事は武器として使用されかねないものを除去することだった。現に彼は「一車の約4分の1」もの石を移動させている。
1819年8月16日月曜日は暑い夏の日で、雲ひとつ無い青空に恵まれていた。好天のおかげで群衆の規模はほぼ確実に著しく増大した。もし寒さと雨の中だったなら近郊からの行進は人を引きつけなかったであろう。
マンチェスターの治安判事たちはディーンズゲートのスター・インで午前9時に朝食を兼ねた会合を開き、集会にヘンリー・ハントが到着した際にどのような行動を起こすべきか協議した。午前10時30分になっても何の結論にも達せず、セント・ピーターズ・フィールドの南東角にある住宅に移って、そこから集会を観察しようとした。彼らは集会が暴動、もしくは反乱にさえ転化することを危惧し、相当数の正規軍部隊と義勇騎兵団（ヨーマンリー、Yeomanry）が展開できるように手配していた。軍部隊は第15騎兵連隊（the 15th Hussars）の600名、歩兵数百名、王立騎馬砲兵連隊（Royal Horse Artillery）の一部隊、チェシャー義勇騎兵団（Cheshire Yeomanry）の400名、特別治安官（special constables）400名、そしてマンチェスター・アンド・サルフォード義勇騎兵団（Manchester and Sulford Yeomanry）の120名の騎兵から構成されていた。このうちマンチェスターの義勇騎兵は比較的経験が浅く地元の商人、多くはパブの主人から採用されていた。義勇騎兵団は様々に描写されており、「武装したトーリーの若い連中」 というものもあれば「短気な若者たちで、急進主義への激しい憎悪から自ら馳せ参じた者たち」 とも評された。
北部イングランドのイギリス軍はサー・ジョン・ビング将軍の包括的な指揮下に置かれていた。集会が8月2日に予定されていることを初めて知るや、ビングは内務省に書簡を送り、マンチェスターの治安判事たちが当日に不退転の決意を示すことに期待を寄せた。
しかし延期された日程である8月16日は偶然にもヨークでの競馬レースと同日であり、ビングの馬も2つのレースに出場していた。彼は再び内務省に書簡を送り、本当に必要であると考えられればマンチェスターで集会当日指揮を執る用意はあるものの、彼は副官であるガイ・レストレンジ中佐（Guy L’Estrange）に絶対的な信頼をおいていると述べた。

### 集会
セント・ピーターズ・フィールドに集結した群衆は整然と組織的な参加者として到着していた。各々の村や礼拝堂管区は集合時間と集合場所を指定され、そこからもっと大きな町の集合場所まで行進していくことになっていた。さらにそこからマンチェスター市街にむかった。参加者たちはこの地方の全域から送られており、そのうち最大かつ「最も整然とした」集団はオールダム・グリーンからやってきた1万人のグループだった。この集団はオールダム、ロイトン（Royton、相当規模の女性の一群もあった）、クロンプトン（Crompton）、リーズ、サドルワース、そしてモズリー（Mossley）からの参加者で構成されていた。このほか、ミドルトンとロッチデールからの6000人強のグループやストックポートからの1500人から5000人強と見積もられる集団も規模が大きかった。群衆の数についての報告はかなりまちまちである。同時代には3万人から最大15万人と見積もられていた。一方現代では6万人から8万人と推計されている。研究者のジョイス・マーロウ（Joyce Marlow）はこの集会が「それまでにイギリスで実施されたなかでも最大の集会」だったと述べており、また一般に広く受け入れられている6万人という数値でもランカシャーの人口の実に6％に相当し、マンチェスター周辺の人口の半分にあたると詳述している。
集会は運営側と参加者双方が平和的なものにしようと心がけた。ヘンリー・ハントは参加者に「自分を是認するという意識のほかは何の武装もしないで」来ることを熱心に説き、多くの人は彼らの「晴れ着」を着てきていた。サミュエル・バムフォードはミドルトンからの参加者たちがマンチェスターの町外れまでやってきたときに起こった出来事について詳しく物語っている。
サルフォード四季裁判所（Salford Quarter Sessions）の長官だったW・R・ヘイ師（W. R. Hay）といった人々は「集会の熱心な参加者は国中からやってきたと言われているようだ」 と主張しているが、地元の木綿製造業者のジョン・シャトルワース（John Shuttleworth）などは参加者の多くはマンチェスターの人間であると推測しており、この見方は被害者リストによって間接的に裏付けられている。居住地が記されていた被害者のうち、61％がマンチェスター中心部から半径3マイル以内に居住していた。いくつかのグループは「穀物法反対」「年次議会開催」「普通選挙権」「秘密投票」といった字句の並ぶ幟も持ち込んでいた。現存が知られている唯一の幟はミドルトン公立図書館に所蔵されている。トーマス・レッドフォード(Thomas Redford)によって持ち込まれたものであり、彼は騎兵隊の切り込みで負傷している。この幟は緑色の絹製で金色の文字が浮き出されており、一方の端には「自由と友愛（Liberty and Fraternity）」、もう一方には「団結と強さ（Unity and Strength）」と記されていた。

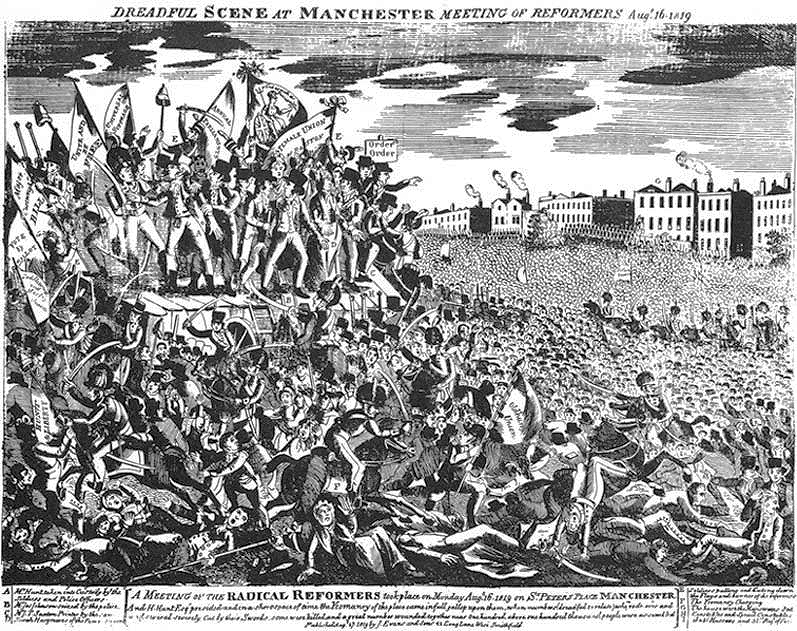
1819年8月27日に出たハントの逮捕を描いた版画

正午頃、数百人の特別治安官が広場に到着した。彼らは数ヤード離れて群衆のなかに2つの列を成し、治安判事たちが観察している住宅と演壇（the hustings）の間に回廊地帯を形成しようとしていた。また2台の荷馬車も結びつけられた。これは治安判事たちがあとで弁士を逮捕しようと代表者を送り込むための通路として計画されていると思われたため、群衆のうちの数人は荷馬車を押しだし、人間の壁を作ろうと演壇の周りに密集した。
ハントの馬車は午後1時少し過ぎた頃に集会に到着し、演壇に向かった。ハントと並んで木綿製造業者で社会改良家のジョン・ナイト（John Knight）、集会の発起人であるジョゼフ・ジョンソン、マンチェスター・オブザーヴァーの編集主幹であったサッカー・サクストン（Thacker Saxton）、出版業者のリチャード・カーライル（Richard Carlile）、そして改革主義者で靴職人のジョージ・スウィフト（George Swift）らが演壇上にはいた。その場には多くの特派員たちもおり、『ザ・タイムズ（the Times）』のジョン・タイアス（John Tyas）、『リヴァプール・エコー（the Liverpool Echo）』のジョン・スミス（John Smith）、『リーズ・マーキュリー（the Leeds Mercury）』編集人の息子であるエドワード・ベインズ・ジュニア（Edward Baines Jr.）などがいた。この時点までにセント・ピーターズ・フィールドの14000平方ヤード（11706平方メートル）は数万の男女と子供たちであふれかえっていた。弁士の周りの群衆はとりわけ密集していたため、「帽子が触れそうだった」。物見高い観衆の大集団は群衆の外側に集まっていた。マンチェスターの他の地域はさながらゴーストタウンのごとく、通りや商店から人影が消えていた。

## 騎兵隊の突撃
セント・ピーターズ・フィールドの隅にある住宅から様子をうかがっていた治安判事会の議長、ウィリアム・フルトンはハントが到着時に受けた熱狂的な反応を目撃し、行動へ移すよう駆り立てられた。フルトンはヘンリー・ハント、ジョゼフ・ジョンソン、ジョン・ナイト、ジェイムズ・ムーアハウス（James Moorhouse）の逮捕令状を発令する。令状を受け取った主任治安官のジョナサン・アンドリューズ（Jonathan Andrews）は演壇周囲に群衆が大挙しているため、執行には軍の支援が必要であるという見解を示し、フルトンはマンチェスター・サルフォード義勇騎兵団司令官のトーマス・トラフォード少佐（Thomas Trafford）とマンチェスター派遣軍司令官のガイ・レストレンジ中佐に書簡を送った。内容は同一で次の通りである。
この書き付けは待機していた伝令に手渡された。マンチェスター・アンド・サルフォード義勇歩兵団はほんの少し離れたポートランド街にて待機しており、書き付けを軍より早く受け取っている。彼らはすぐさま剣を抜き、セント・ピーターズ・フィールドへ急行していった。この間1人が追いつこうと必死で急いだところ、彼が乗っている馬がクーパー街でひとりの女性と衝突し、女性が腕に抱いていた赤ん坊が投げ出され、赤ん坊は命を落とす結果となった。2歳のウィリアム・フィルズ（William Fildes）はピータールーの最初の犠牲者だった。
マンチェスター・アンド・サルフォード義勇騎兵団の60名の騎兵は、地元の工場主でもあるヒュー・ホーンビー・バーリー大尉（Hugh Hornby Birley）に率いられて、治安判事の集まる住宅に到着した。いくつかの報告では彼らは酔っていたと言われている。主席治安官のアンドリューズはバーリーに、逮捕令状はあるが執行するには援護が必要だと知らせた。バーリーは弁士を排除できるよう演壇まで騎兵隊を進ませるよう要請を受けている。時刻はそのときおよそ午後1時40分だった。

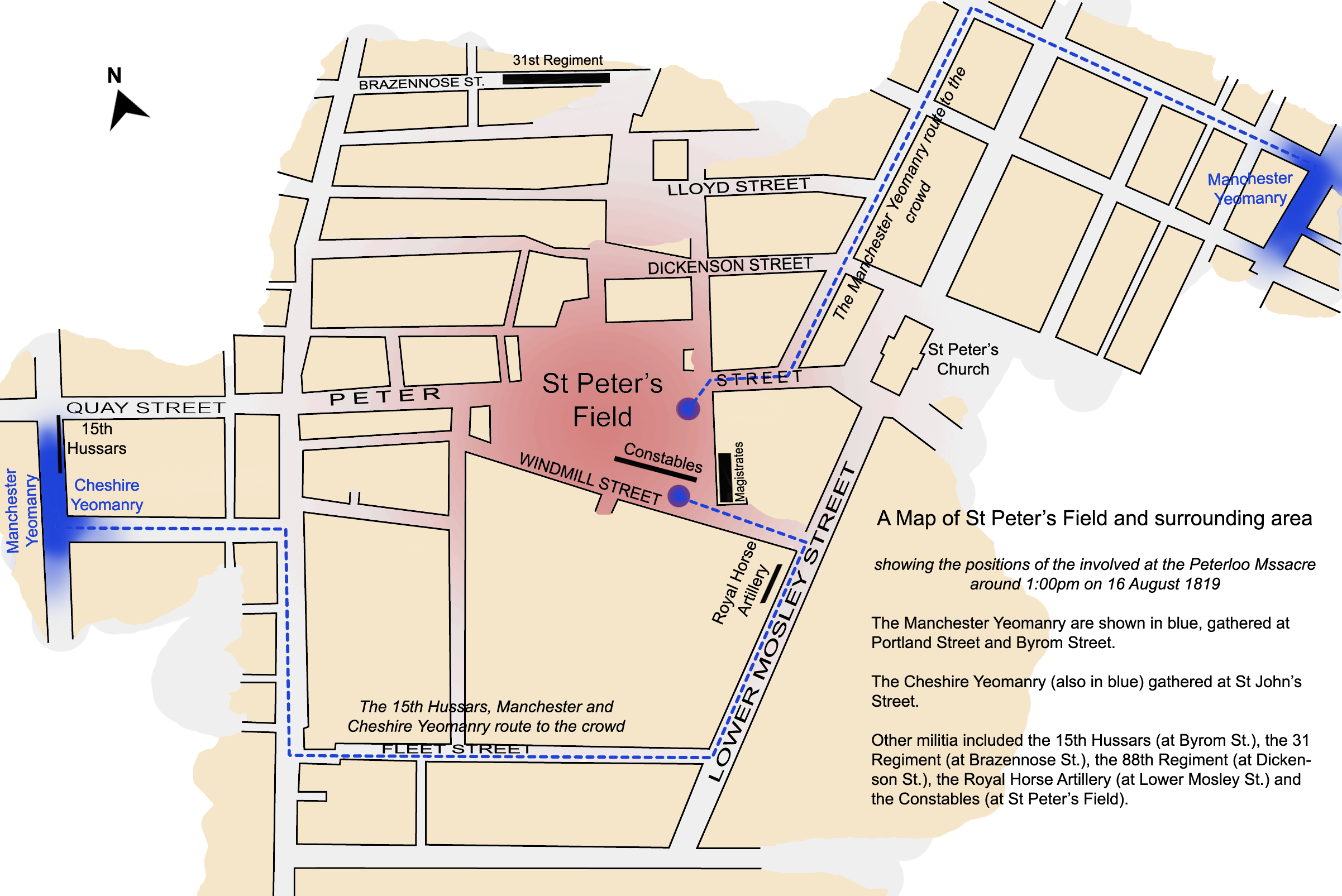
1819年8月16日におけるセント・ピーターズ・フィールド周辺の地図

特別治安官たちの間に設けられた演壇への通路は狭く、不慣れな馬たちは群衆の間をどんどんと突き抜けていき、威嚇したり飛び上がったりするため、人々は進路から逃れようとした。逮捕令状は治安副官のジョゼフ・ネーディン（Joseph Nadin）に託され、騎兵隊のあとからついていった。騎兵隊が演壇のほうへ押し進むにつれて、彼らは人の波にのまれて立ち往生するようになった。混乱の中で騎兵隊は自らのサーベルで人々に斬りかかり始めた。演壇に到達するとネーディンはハントとジョンソン、さらにその他記者のジョン・タイアスを含む多数の関係者を逮捕した。タイアスによれば、騎兵隊が群衆の間を進むことによって煉瓦や石を投げつけられるようになり、そのことが「全ての兵士の怒り」を買う結果となった。逮捕令状の執行という彼らの使命が達せられたにもかかわらず、いまや群衆によって持ち込まれた旗や幟を破壊し始めたのである。
セント・ピーターズ・フィールドの隅にある拠点からの観察で、ウィリアム・フルトンは徐々に明らかになる目の前の混乱が騎兵隊への攻撃であることに気付いた。レストレンジは1時50分に到着し、騎兵連隊に対して次のように述べて広場から群衆を追い散らすよう命じた。「閣下、連中が騎兵隊を攻撃しているのが分かりませんか？集会を解散させなさい！」 第15騎兵連隊は聖ピーター広場の東側に一列になって展開し、群衆に突撃した。同時にチェシャー義勇騎兵団も広場南側から突入している。当初、群衆は広場から逃げるのにてこずっていた。それというのもピーター街への主要な脱出口を第88歩兵連隊によって塞がれ、さらにそこには銃剣武装兵が待ち構えていたからである。第15騎兵連隊のある将校は「恥を知れ！恥を知れ！自制しろ！自制しろ！逃げられないじゃないか！」などと叫び、今や統制外の状態にあったマンチェスター・アンド・サルフォード義勇騎兵団を抑え込もうと試みていたと言われている。そのとき騎兵隊は「手の届く限りあらゆる人を切りつけていた」。
けれども、10分のうちに群衆は散り散りになり、11名の死者と600人以上の負傷者が出る結果となった。怪我人とその介助者、そして死者のみがその場に取り残された。近隣に住む女性は、自分が「おそろしく大量の血」を見た、と証言している。その後しばらくの間、通りでは暴動が発生していた。そのうち最も重大だったのはニュー・クロス（New Cross）でのことであり、軍隊は女性改革家の旗を土産に持ち帰ったと噂された人物の店を襲撃する群衆に発砲した。マンチェスターでは結局翌朝まで平穏が取り戻されることはなく、ストックポートとマクルズフィールド（Macclesfield）では17日まで暴動が続いた。その日にはまたオールダムでも大規模な暴動が発生しており、一人が撃たれて負傷している。

## 被害者

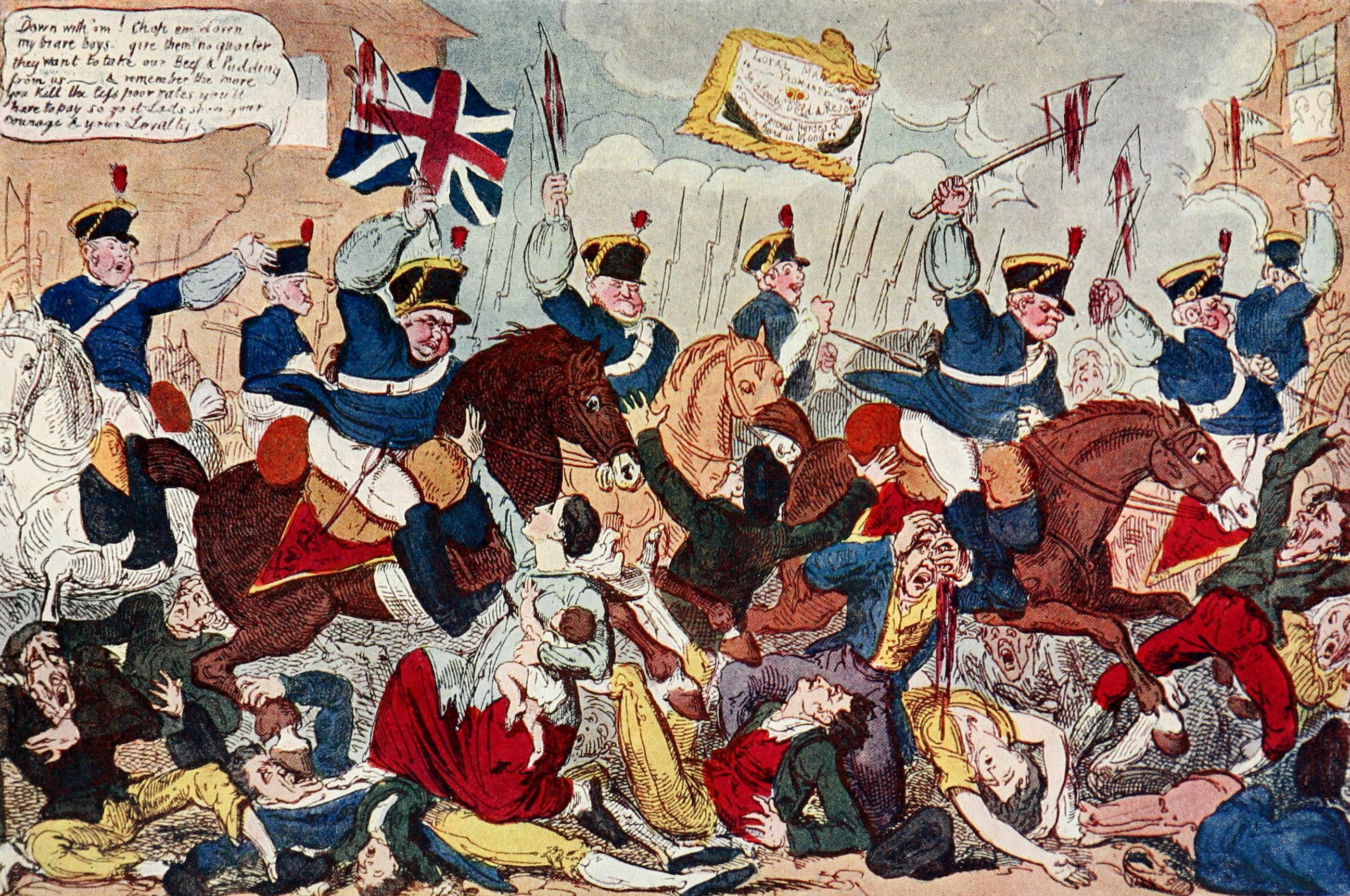
集会に突撃する様子を描いたジョージ・クルックシャンクの風刺画 「やつらを倒せ！やつらをぶった切れ、勇敢なる若者たちよ！やつらに寸土も渡すな、やつらは我らの牛肉とプディングを横取りしたがっているのだ！そして覚えておけ、殺れば殺るほど貧民どもは報いを受ける羽目になることを思い知るということを。さあ行け、みんな、勇気と忠誠を見せてくれ！」と吹き出しは読める

ピータールーの事件での死亡者と負傷者の正確な数は明らかではない。いくつかの史料は0人から3人が死亡し、7から15人が負傷したと伝えている。ピータールーの犠牲者を救済するために設立されたマンチェスター救済委員会（the Manchester Relief Committee）は負傷者数を20としており、一方急進派の史料では15人と算出されている。多くの負傷者が当局からの追及を恐れて傷を隠したため、正確な数を算出することは困難である。ウィリアム・マーシュの6人いた子供のうち3人はマンチェスター騎兵隊のヒュー・バーリー大尉の経営する工場に勤めていたが、父親が集会に参加していたために解雇されてしまった。ジェイムズ・リーズは頭に負った2つの刀傷のためマンチェスター病院への入院を認められたが、手当を拒否され、「マンチェスターの集会に参加していただろう」という医師の言葉に同意せず自宅に送り返された。
ピータールーの集会の特徴として少なからぬ女性の参加があげられる。女性改革団体は北西イングランドにおいてイギリスで初めて1819年の6月から7月に相次いで結成されていた。その多くは見栄えのする白い衣裳を身につけ、女性だけの派遣団を結成し、自らの旗を持ち込んだところもあった。記録されている被害者15人のうち、少なくとも3人は女性であり、4人はセント・ピーターズ・フィールドかあるいは別の場所かで死亡している。群衆の12％弱は女性だったと見積もられており、被害者の男女比がほぼ3：1だったことは女性たちが男性よりかなり負傷する危険性が高かったことを示している。リチャード・カーライルは女性たちがことさら標的にされていたと述べており、この見方は武器による負傷が多かった事実によって補強されている。
記録された死者のうち11人はセント・ピーターズ・フィールドで亡くなった。オールダムのジョン・リーズ（John Lees）のようにその時の傷がもとで後刻亡くなった者もいる。ジョシュア・アシュワース（Joshua Ashworth）などは広場からの離散に続いておこった暴動に巻き込まれて死亡した。
| 氏名                                          | 住所                                                | 死亡日         | 死因など                                                                 | 備考 | 注                   |
| --------------------------------------------- | --------------------------------------------------- | -------------- | ------------------------------------------------------------------------ | --- | -------------------- |
| ジョン・アシュトン(John Ashton)               | オールダム、カウヒル                                | 8月16日        | 切りつけと群衆の踏みつけ                                                 | サドルワース・リーズ・モズリー連合の黒い旗を持ち込んでおり、「代表なき課税は不当で専制的だ、穀物法反対」と記されていた。検死陪審は事故死と評決している。息子のサミュエルは20シリングを慰謝料として受け取った。 | [ 51 ] [ 56 ]        |
| ジョン・アシュワース (John Ashworth)          | マンチェスター、ブルズ・ヘッド(Bulls Head)          |                | 切りつけと踏みつけ                                                       | アシュワースは特別治安官であり、騎兵隊に偶発的に襲撃されたと考えられる. | [ 51 ]               |
| ウィリアム・ブラッドショー (William Bradshaw) | ベリー、リリー・ヒル                                |                | 銃撃                                                                     | | [ 57 ] [ 51 ] [ 58 ] |
| トーマス・バックリー (Thomas Buckley)         | ベアツリーズ(Baretrees)、チャダートン               |                | 切りつけと銃剣による                                                     | | [ 51 ] [ 59 ]        |
| ロバート・キャンベル (Robert Campbell)        | サルフォード、ミラー街                              | 8月18日        | ニュートン・レーンにおける暴動で殺害                                     | 特別治安官 | [ 60 ]               |
| ジェイムズ・クロンプトン (James Crompton)     | バートン・アポン・アーウェル(Barton upon Irwell)    |                | 騎兵による踏みつけ                                                       | 9月1日に埋葬 | [ 51 ] [ 61 ]        |
| エドマンド・ドーソン (Edmund Dawson)          | サドルワース                                        |                | 切りつけによりマンチェスター王立病院で死亡                               | | [ 51 ]               |
| ウィリアム・ドーソン (William Dawson)         | サドルワース                                        |                | 切りつけと押しつぶし                                                     | | [ 51 ]               |
| マーガレット・ダウンズ (Margaret Downes)      | マンチェスター                                      |                | 切りつけ                                                                 | | [ 62 ]               |
| ウィリアム・エヴァンズ (William Evans)        | ヒューム(Hulme)                                     |                | 騎兵による踏みつけ                                                       | 特別治安官 | [ 63 ]               |
| ウィリアム・フィルズ                          | マンチェスター、ケネディー街(Kennedy St)            | 8月16日        | 騎兵による踏みつけ                                                       | 2歳、虐殺における最初の犠牲者。母親が彼を抱いて道を渡っていた際、セント・ピーターズ・フィールドへ向かっていたマンチェスター騎兵隊の兵士と衝突した。                                                            | [ 51 ]               |
| メアリー・ヘイズ (Mary Heys)                  | マンチェスター、オックスフォード・ロード(Oxford Rd) | 12月17日       | 騎兵による踏みつけ                                                       | 6人の子供の母親であり、集会当日は妊娠していた。障害と負傷がもとでほぼ毎日起こる発作に苦しみ、7ヶ月の未熟児の出産で命を落とした。                                                                               | [ 51 ] [ 64 ]        |
| サラ・ジョーンズ (Sarah Jones)                | サルフォード、シルク街96番地                        |                | マーロウは死因をあげていないが、フロウは「頭部を打ったため」だとしている | 7人の子供の母親。特別治安官の警棒で頭を打たれた。 | [ 51 ] [ 65 ] [ 66 ] |
| ジョン・リーズ (John Lees)                    | オールダム                                          | 9月9日         | 切りつけ                                                                 | 元兵士であり、ワーテルローの戦いに従軍している。 | [ 51 ]               |
| アーサー・ニール (Arthur Neil)                | マンチェスター、ピジョン街(Pidgeon St)              |                | 内臓破裂                                                                 | | [ 51 ]               |
| マーサ・パーティントン (Martha Partington)    | エクルズ(Eccles)                                    |                | 地下室に投げ込まれ、その場で死亡                                         | | [ 51 ]               |
| ジョン・ローズ (John Rhodes)                  | ホプウッド(Hopwood)、ピッツ（Pits）                 | 11月18日か19日 | 頭部への切りつけ                                                         | ローズの遺体はその死がピータールーによるものではないことを証明したい治安判事の命令で解剖に付された。検死審問では彼の死は自然死であるとの評決が下った。                                                         | [ 51 ] [ 67 ]        |
| ジョシュア・ホワイトワース (Joshua Whitworth) |                                                     | 8月20日        | ニュー・クロスにて銃撃                                                   | | [ 51 ]               |

## 事件への反応と影響

### 公衆
ピータールーの虐殺は当時の最も決定的な出来事のひとつと呼ばれてきた。地元の親方や雇用主など虐殺現場に居合わせた者の多くは殺戮に恐れおののいた。犠牲者のひとりでオールダムの服職人にして元兵士のジョン・リーズは9月7日に負傷がもとで亡くなったが、ワーテルローの戦いに参加していた。死の直前、彼は友人に自分はピータールーでのような危険に遭遇したことはなかったと語っている。「ワーテルローでは一対一だった、しかしあそこでは徹底的な虐殺だった」。虐殺の報が広まり始めると、マンチェスターと近郊の住民たちは恐れと怒りに打ち震えた。

### 出版
これは多くの重要で大きな新聞の記者が居合わせた最初の公衆集会であり、その日のうちに事件の詳細がロンドン、リーズ、そしてリヴァプールにおいてまで報じられた。ロンドンの全国紙の間ではマンチェスター地方での恐怖の話題で持ちきりであり、国中で憤りの声が激しさを増した。
マンチェスター・オブザーヴァーの編集者であるジェイムズ・ロウは「ピータールーの虐殺」で起こったことを記事にした最初の記者であり、集会の場所だったセント・ピーターズ・フィールドの名前とたった4年前に起きたワーテルロー（ウォータールー）の戦いを組み合わせて「ピータールーの虐殺」という見出しを造り出した。ロウは密かに「ピータールーの虐殺-起こったことの真に正しき解説」と題するパンフレットを書き上げ、一部2ペンスで売ったところ、14週間に渡って増刷と売り切れを繰り返し、全国的に広く流通する結果となった。
詩人のパーシー・ビッシュ・シェリーは当時イタリアに居住しており、9月5日になって初めて事件の報に接した。彼はすぐさま「無秩序の仮装行列-マンチェスターの虐殺に際し創作（The Masque of Anarchy - Written on the Occasion of the Massacre at Manchester）」とする詩を書き上げて急進派の雑誌であった『エグザミナー（the Examiner）』誌に送った。しかし急進派の出版に対する規制により詩は結局1832年まで公表されることはなかった。シェリーは同じ年に同じくピータールーを題材とする「1819年のイングランド」(England in 1819)を書いている。銘板や壺、ハンカチやメダルなど事件を記念する物品が造られ、その全てにピータールーを象徴する図案が描かれた。騎兵隊が騎乗のまま抜刀し、無防備な市民に斬りかかる図案である。
ピータールーの虐殺という事件の引き起こした直接的な結果のひとつに『マンチェスター・ガーディアン（the Manchester Guardian）』創刊がある。同紙は虐殺を目撃したジョン・エドワード・テイラーを筆頭とするマンチェスターにおける非国教徒商人たちの団体、「リトル・サークル」によって、1821年に始められた。新創刊を告げる趣意書では、新しい新聞は「熱心に市民的、宗教的自由の原則を擁護し、改革の大義を主張し……政治経済の諸原則が普及する中でそれを支えようと試み……あらゆる便利な方策を、それを立案した党派に触れることなく、支援する」だろうと謳っている。

### 政治
ピータールーの直接的な影響は改革運動の厳しい取り締りに終わった。政府は警察と裁判所に『マンチェスター・オブザーヴァー』のような記者や新聞、出版を追及させた。ロウは逮捕され扇動的出版を行った科で起訴され、有罪とされて、彼は12ヶ月の禁錮と100ポンドの罰金を申し渡された。『マンチェスター・オブザーヴァー』に対する名誉毀損裁判はすぐに終結し、その後編集者を絶えず交代していったものの、急進的な記事を書いているという疑いから警察の度重なる捜索を防ぐことはできなかった。1819年末以降オブザーヴァー紙は事実上休刊状態に陥り、最終的に1820年に終刊した。最後の社説で読者にこれからは新しく創刊された『マンチェスター・ガーディアン』紙を購読するよう薦めている。
ハントとその他8人はヨーク巡回裁判所（York Assizes）で1820年3月16日に裁判にかけられ、扇動罪で起訴された。2週間の審理ののち、半数は有罪となり、ハントはイルチェスター監獄で30ヶ月、バムフォード、ジョンソン、そしてヒーリーは1年、さらにナイトは別の罪で2年の刑がそれぞれ言い渡された。いっぽう1822年4月4日には試訴がバーリー大尉、ウィジントン大尉（Captain Withington）、ラッパ手のミーガー（Meagher）、兵士のオリヴァー（Oliver）というマンチェスター騎兵団の4人に対してランカスター巡回裁判所（Lancaster Assizes）で実施され、彼らの行動は違法な集会を解散させるために正当化されると法廷が判断した結果、全員無罪となった。

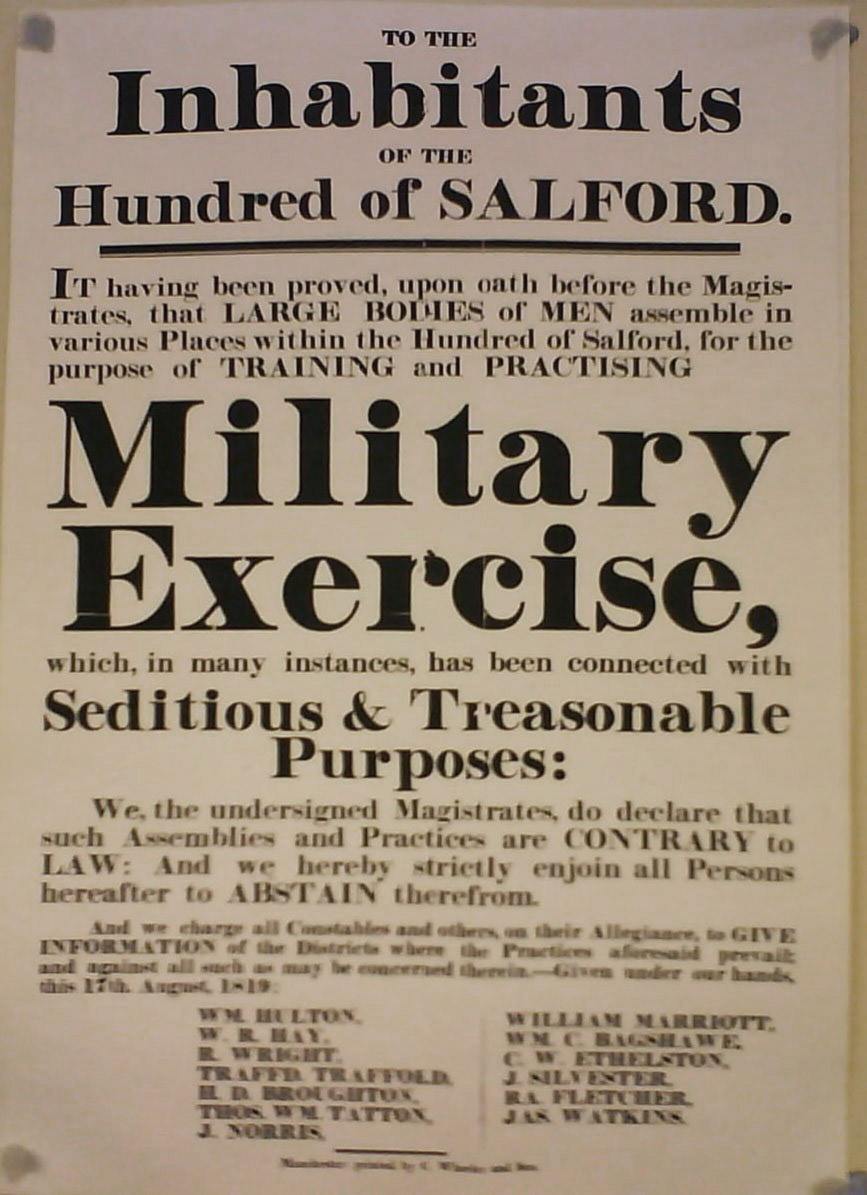
虐殺の翌日治安判事が発令したサルフォード郡の住民への警告

政府は治安判事と軍が起こした行動を擁護した。マンチェスターの治安判事たちは8月19日におそらく公的な会議を開き、3日前に彼らがとった行動を擁護する決議を採択した。綿商人のアーチボルド・プレンティス（Archibald Prentice）と反穀物法運動に加わることになるアブサロム・ワトキン（Absalom Watkin）の両名はセント・ピーターズ・フィールドの暴力と治安判事の会合の合法性に抗議する請願をとりまとめた。たった数日のうちに4800を超える署名を集めた。しかし内務大臣のシドマス卿は8月27日に治安判事たちに摂政王太子ジョージ（のちのジョージ4世）からの「公共の平和を守った」彼らの行動への謝意を伝達した。
ホプキンズ街での口論のなかでロバート・ウェッダーバーン（Robert Wedderburn）は「王太子は素晴らしいお礼の手紙を持った阿呆だ…摂政や国王は我々にとって何であるのか、我々には王は必要ない、無用の代物だ」と断じている。リチャード・カーライルも公開書簡のなかで次のように語っている。
ピータールーに続く2、3ヶ月の間、当局には国全体が武装反乱に突き進んでいるように思われた。そうした懸念が強まったのは1819年秋にハダーフィールド（Hudderfield）とバーンリー（Burnley）で計画された2つの蜂起の未遂とその冬内閣を震撼させたカトー街の陰謀（the Cato Street Conspiracy）の発覚のためであった。この年の終わりに政府は後に「六法（the Six Acts）」として知られた新法の制定に動き、急進派の集会と出版を弾圧しようとした。そして1820年末までに労働者階級の重要な運動家は全て投獄された。市民の自由はピータールー以前と比べて明らかに低いレベルに制限された。歴史家のロバート・レイド（Robert Reid）は「19世紀前半、ピータールー後の時期におけるイギリスの労働者の制限された自由と20世紀後半のシャープビル虐殺事件後の南アフリカの黒人の抑圧された権利を比較するのは決して気まぐれではない」と記している。
1817年のペントリッチ蜂起（Pentrich rising）や毛布行進（the March of the Blanketeers）、あるいはハントも参加したスパフィールズ集会(the Spa Fields meeting)といった急進主義の絡む事件は全て、当時の政治経済への改革要求がどれほど幅広く、多様で、地理的に広汎な規模であったのか示す好例である。一方でピータールーは改革の進むペースには何の影響も与えなかったが、しかるべき過程を辿って改革者の要求のひとつであった毎年の議会開催は実現した。1832年の選挙法改正に則って新たに創設されたマンチェスター都市選挙区（Manchester parliamentary borough）からは初めて2名の下院議員が選出された。急進派ジャーナリストのウィリアム・コベット（William Cobett）を含む5人の候補者がたち、ホイッグのチャールズ・ポーレット・トンプソン（Charles Poulett Thomson）とマーク・フィリップス（Mark Philips）が当選した。マンチェスターはまた1837年に自治都市（Municipal Borough）に昇格し、市内に残っていた領主権は市議会によって後に買い取られた。

## 記念と追悼

### 記念碑
| ピータールーを記念するもとの青い銘板 |  | 2007年12月10日に除幕された新しい赤い銘板 |
| ピータールーを記念するもとの青い銘板 |  | 2007年12月10日に除幕された新しい赤い銘板 |

反穀物法連盟の拠点であった自由貿易会館（the Free Trade Hall）はピータールーの「犠牲者の影のうえに設けられた記念碑」としても建設されている。2007年に至るまで虐殺は現場に建てられた3つ目の建物であるラディソンホテル（Radisson Hotel）の壁に掲げられた青い銘板によって追悼されていた。事件現場は実際には分散していたと伝えられており、また死者が完全に省かれていたことから、追悼としては不十分だと考えられていた。2006年に『ガーディアン』紙によって実施された調査で、パトニー討論（the Putney Debates）の開催地であったロンドンのセント・メアリー教会に次いで適切な記念碑が設けられる価値あるイギリス史上の出来事であるとされた。さらにピータールー追悼キャンペーンが「マンチェスターの天安門事件と描かれる事件」に相応しい記念碑の設置を働きかけようと組織された。こうした動きに対して、2007年にマンチェスター市議会はもとの青い銘板を新しい事件について完全な説明がある赤いものと取り替える決定を行った。2007年12月10日にマンチェスター市長グリン・エヴァンズ（Glyn Evans）によって除幕された。「セント・ピーターズ・フィールド:ピータールーの虐殺」と書かれた冒頭に続いて、次のように記されている。

### 音楽
1968年に100周年を記念する行事のなかで、労働組合会議は作曲家のマルコム・アーノルドに「ピータールー序曲」の作曲を委嘱した。音楽で記念する試みには、フォークバンドのスティーライ・スパンの2006年に発表された『Bloody Men』収録の「Ned Ludd Part 5」や、ロッチデールのバンドのトラクターズ（Tractors）が1973年に録音し、1992年にWorst Enemiesに収録した5曲の組曲などがある。